# Saison 3 de The Americans
Chronologie
Saison 2 Saison 4
Cet article présente le guide des épisodes de la troisième saison de la série télévisée américaine The Americans.

## Généralités
- Aux États-Unis, cette saison a été diffusée du 28 janvier 2015 au 22 avril 2015 sur FX.
- Au Canada, elle a été diffusée en simultané sur FX Canada.
- En France, elle a été diffusée en version sous-titrée, six jours après la diffusion américaine depuis le 3 février 2015 sur Canal+ Séries.

## Distribution

### Acteurs principaux
- Matthew Rhys (VF : Arnaud Arbessier) : Phillip Jennings
- Keri Russell (VF : Barbara Delsol) : Elizabeth Jennings
- Lev Gorn (VF : Lionel Tua) : Arkady Ivanovich (Résident du KGB)
- Costa Ronin : Oleg Igorevich Burov (officier du KGB)
- Noah Emmerich (VF : Michel Dodane) : agent du FBI Stan Beeman
- Keidrich Sellati (VF : Samuel Bellonie) : Henry Jennings
- Holly Taylor (VF : Clara Quilichini) : Paige Jennings
- Annet Mahendru (VF : Véronique Desmadryl) : Nina
- Richard Thomas (VF : Pierre Tessier) : superviseur du FBI
- Susan Misner (VF : Juliette Degenne) : Sandra Beeman
- Alison Wright (VF : Marjorie Frantz) : Martha Hanson

### Acteurs récurrents
- Brandon J. Dirden (en) : agent du FBI Dennis Aderholt

## Épisodes

### Épisode 1:Développement personnel
- États-Unis /  Canada : 28 janvier 2015 sur FX[1] / FX Canada
- France : 5 août 2015 sur Canal+ Séries [2]
- Belgique : 15 février 2016 sur Be 1[3]
- Québec : 4 janvier 2017 sur AddikTV
- Suisse : 20 février 2017 sur RTS Un

- États-Unis : 1,895 million de téléspectateurs[4] (première diffusion)

### Épisode 2:Bagages
- États-Unis /  Canada : 4 février 2015 sur FX / FX Canada
- France : 5 août 2015 sur Canal+ Séries
- Belgique : 15 février 2016 sur Be 1
- Québec : 11 janvier 2017 sur AddikTV
- Suisse : 27 février 2017 sur RTS Un

- États-Unis : 920 000 téléspectateurs[5] (première diffusion)

### Épisode 3:Surveillance rapprochée
- États-Unis /  Canada : 11 février 2015 sur FX / FX Canada
- France : 5 août 2015 sur Canal+ Séries
- Belgique : 22 février 2016 sur Be 1
- Québec : 18 janvier 2017 sur AddikTV
- Suisse : 6 mars 2017 sur RTS Un

- États-Unis : 1,02 million de téléspectateurs[6] (première diffusion)

### Épisode 4:Dix grammes
- États-Unis /  Canada : 18 février 2015 sur FX / FX Canada
- France : 12 août 2015 sur Canal+ Séries
- Belgique : 22 février 2016 sur Be 1
- Québec : 25 janvier 2017 sur AddikTV
- Suisse : 13 mars 2017 sur RTS Un

- États-Unis : 970 000 téléspectateurs[7] (première diffusion)

### Épisode 5:Le Tunnel du Salang
- États-Unis /  Canada : 25 février 2015 sur FX / FX Canada
- France : 12 août 2015 sur Canal+ Séries
- Belgique : 29 février 2016 sur Be 1
- Québec : 1er février 2017 sur AddikTV
- Suisse : 20 mars 2017 sur RTS Un

- États-Unis : 810 000 téléspectateurs[8] (première diffusion)

### Épisode 6:Renaissance
- États-Unis /  Canada : 4 mars 2015 sur FX / FX Canada
- France : 19 août 2015 sur Canal+ Séries
- Belgique : 29 février 2016 sur Be 1
- Québec : 8 février 2017 sur AddikTV
- Suisse : 27 mars 2017 sur RTS Un

- États-Unis : 930 000 téléspectateurs[9] (première diffusion)

### Épisode 7:Walter Taffet
- États-Unis /  Canada : 11 mars 2015 sur FX / FX Canada
- France : 19 août 2015 sur Canal+ Séries
- Belgique : 7 mars 2016 sur Be 1
- Québec : 15 février 2017 sur AddikTV
- Suisse : 3 avril 2017 sur RTS Un

- États-Unis : 1,22 million de téléspectateurs[10] (première diffusion)

### Épisode 8:Liquidation
- États-Unis /  Canada : 18 mars 2015 sur FX / FX Canada
- France : 26 août 2015 sur Canal+ Séries
- Belgique : 7 mars 2016 sur Be 1
- Québec : 22 février 2017 sur AddikTV
- Suisse : 10 avril 2017 sur RTS Un

- États-Unis : 1,13 million de téléspectateurs[11] (première diffusion)

### Épisode 9:Les androïdes rêvent-ils de moutons électriques?
- États-Unis /  Canada : 25 mars 2015 sur FX / FX Canada
- France : 26 août 2015 sur Canal+ Séries
- Belgique : 14 mars 2016 sur Be 1
- Québec : 1er mars 2017 sur AddikTV
- Suisse : 10 avril 2017 sur RTS Un

- États-Unis : 990 000 téléspectateurs[12] (première diffusion)

### Épisode 10:Piquée au vif
- États-Unis /  Canada : 1er avril 2015 sur FX / FX Canada
- France : 2 septembre 2015 sur Canal+ Séries
- Belgique : 14 mars 2016 sur Be 1
- Québec : 8 mars 2017 sur AddikTV
- Suisse : 17 avril 2017 sur RTS Un

- États-Unis : 900 000 téléspectateurs[13] (première diffusion)

### Épisode 11:Un jour dans la vie d'Anton Baklanov
- États-Unis /  Canada : 8 avril 2015 sur FX / FX Canada
- France : 2 septembre 2015 sur Canal+ Séries
- Belgique : 21 mars 2016 sur Be 1
- Québec : 15 mars 2017 sur AddikTV
- Suisse : 17 avril 2017 sur RTS Un

- États-Unis : 1,04 million de téléspectateurs[14] (première diffusion)

### Épisode 12:Je suis Abassin Zadran
- États-Unis /  Canada : 15 avril 2015 sur FX / FX Canada
- France : 9 septembre 2015 sur Canal+ Séries
- Belgique : 21 mars 2016 sur Be 1
- Québec : 22 mars 2017 sur AddikTV
- Suisse : 24 avril 2017 sur RTS Un

- États-Unis : 980 000 téléspectateurs[15] (première diffusion)

### Épisode 13:8 mars 1983
- États-Unis /  Canada : 22 avril 2015 sur FX[16] / FX Canada
- France : 9 septembre 2015 sur Canal+ Séries[17]
- Belgique : 21 mars 2016 sur Be 1
- Québec : 29 mars 2017 sur AddikTV
- Suisse : 24 avril 2017 sur RTS Un

- États-Unis : 1,22 million de téléspectateurs[18] (première diffusion)